# Philipp Riegler
Philipp Riegler (* 7. Jänner 1999 in Hall in Tirol) ist ein österreichischer Fußballspieler.

## Karriere

### Verein
Riegler begann seine Karriere beim SV Absam. Im Jänner 2013 kam er zum Innsbrucker AC. Im Sommer desselben Jahres ging er in die AKA Tirol. Ab der Saison 2015/16 kam er zudem als Kooperationsspieler für die Amateure des FC Wacker Innsbruck zum Einsatz. Sein Debüt für Wacker II in der Regionalliga gab er im Juli 2015, als er am ersten Spieltag jener Saison gegen den FC Dornbirn 1913 in der 53. Minute für Kevin Nitzlnader eingewechselt wurde.
Im Mai 2017 debütierte Riegler schließlich auch für die Profis von Innsbruck in der zweiten Liga, als er am 32. Spieltag der Saison 2016/17 gegen den FC Liefering in der 79. Minute für Felipe Dorta in die Partie gebracht wurde.
Zur Saison 2017/18 erhielt Riegler einen bis Juni 2018 gültigen Profivertrag.
Nach dem Aufstieg in die Bundesliga verließ er die Innsbrucker zur Saison 2018/19. Nach einem halben Jahr ohne Verein wechselte er im Jänner 2019 zum viertklassigen FC Zirl. Mit Zirl stieg er zu Saisonende in die Regionalliga Tirol auf. Insgesamt kam er für Zirl zu 33 Einsätzen.
Zur Saison 2020/21 wechselte Riegler zum SC Schwaz, nachdem sich Zirl aus der Regionalliga wieder zurückgezogen hatte.

### Nationalmannschaft
Von 2014 bis 2016 absolvierte Riegler insgesamt 19 Partien für diverse österreichische Jugendnationalmannschaften und erzielte dabei vier Treffer.